# أبازا (خقاسيا)
أبازا (بالروسية: Абаза) هي مدينة في مقاطعة خقاسيا في روسيا في الكيان الفدرالي الروسي.